# Renacer (álbum de Senses Fail)
Renacer es el quinto álbum de estudio de la banda estadounidense de post-hardcore Senses Fail. Fue lanzado el 26 de marzo de 2013 a través de Staple Records y fue producido por Shaun Lopez. Este álbum muestra la banda hacia los nuevos elementos de sonido como metalcore, hardcore punk y sludge metal, alejándose aún más de su sonido inicial de post-hardcore.
Este fue el primer álbum sin el miembro fundador y guitarrista Garrett Zablocki, Matt Smith (de Strike Anywhere) se unió como su reemplazo. Jason Black, el bajista de la banda, no participó en la escritura/grabación del álbum debido a obligaciones con Hot Water Music, Zack Roach tocó el bajo en el álbum. También es el último álbum que presenta al baterista Dan Trapp, ya que se separó de la banda a finales de 2014.

## Lista de canciones
| N.º | Título                              | Duración |  |
| 1.  | «Renacer»                           | 2:27     |  |
| 2.  | «Holy Mountain»                     | 3:52     |  |
| 3.  | «Mi Amor»                           | 3:29     |  |
| 4.  | «Closure/Rebirth»                   | 3:24     |  |
| 5.  | «The Path»                          | 3:54     |  |
| 6.  | «Canine»                            | 3:27     |  |
| 7.  | «Glass»                             | 4:22     |  |
| 8.  | «Ancient Tombs»                     | 4:00     |  |
| 9.  | «Frost Flower»                      | 2:22     |  |
| 10. | «Snake Bite»                        | 3:45     |  |
| 11. | «Courage of the Knife»              | 3:15     |  |
| 12. | «Between the Mountains and the Sea» | 4:57     |  |

## Posicionamiento en lista
| Lista (2013)                            | Posición |
| --------------------------------------- | -------- |
| Estados Unidos (Billboard 200)          | 84       |
| Estados Unidos (Independent Albums)     | 15       |
| Estados Unidos (Top Rock Albums)        | 26       |
| Estados Unidos (Top Hard Rock Albums)   | 3        |
| Estados Unidos (Top Alternative Albums) | 16       |

## Personal
Senses Fail
- Buddy Nielsen – cantante
- Matt Smith – guitarra, coros
- Dan Trapp – batería, percusión
- Zack Roach – guitarra, bajo